# Hszia-házbeli Csiung
Hszia (Xia)-házbeli Csiung (Jiong) (más néven: Csiao (Qiáo) 喬 vagy Kao-jang (Gāoyáng) 高陽) a félig legendás Hszia (Xia)-dinasztia 12. uralkodója, aki bátyjától, Pu Csiang (Bu Jiang)tól vette át a trónt, s a hagyomány szerint 21 évig (kb. i. e. 1921-1900) uralkodott.
Életéről, akárcsak a legtöbb Hszia (Xia) uralkodónak az életéről meglehetősen kevés információt árulnak el a források. A korai történeti művek általában csak szűkszavú, a legfontosabb eseményekre koncentráló, kronologikus felsorolást tartalmaznak. 
A Bambusz-évkönyvek Csiung (Jiong) uralkodásával kapcsolatban a következőket közli:
- Csiung (Jiong) trónra lépésére vu-hszü (wuxu) 戊戌 esztendőben került sor.[1]
- Uralkodása 10. évében elhunyt bátyja, Pu Csiang (Bu Jiang).[2]

Csiung (Jiong) halálát követően fia, Csin (Jin) lépett trónra.